# Corrado Segre
Corrado Segre (sinh ngày 20 tháng 8 năm 1863 - mất ngày 18 tháng 5 năm 1924) là một nhà toán học người Ý được biết đến ngày hôm nay nhờ đóng góp lớn cho sự phát triển ban đầu của hình học đại số

## Đầu đời
Cha mẹ của Corrado là Abramo Segre và Estella De Benedetti.

## Sự nghiệp
Segre đã phát triển toàn bộ sự nghiệp của mình tại Đại học Turin, ông là sinh viên của Enrico D'Ovidio. Vào năm 1883 ông xuất bản một luận án về quađric trong không gian xạ ảnh và được đặt tên như trợ lý cho các giáo sư trong đại số và hình học giải tích. Vào năm 1885, ông cũng hỗ trợ trong hình học họa hình. Ông bắt đầu hướng dẫn trong hình học xạ ảnh, là cánh tay phải cho Giuseppe Bruno, từ năm 1885 đến 1888. Sau đó, trong 36 năm, ông giữ chức vụ về lĩnh vực hình học nâng cao sau D'Ovidio. Segre và Giuseppe Peano đã làm Turin được biết đến trong hình học, và hướng dẫn bổ sung của họ đã được ghi nhận như sau:
"vào giữa thập niên 1880, hai nhà nghiên cứu rất trẻ, Segre và Peano, cả hai đều chỉ mới 20 tuổi và cả hai làm việc tại Đại học Turin, đã phát triển quan điểm rất tiên tiến về các vấn đề hình học cơ bản. từ một người khác, họ ở một cách nào đó bổ sung hơn là trái ngược. Vì vậy, nó phải đến như không có gì ngạc nhiên khi Turin là cái nôi của một số nghiên cứu thú vị nhất về những vấn đề như vậy. "

Chương trình Erlangen của Felix Klein đã kháng cáo sớm cho Segre, và ông trở thành người ban hành. Đầu tiên, vào năm 1885, ông đã xuất bản một bài viết về hình nón trong máy bay, ông đã chứng minh cách lý thuyết nhóm tạo điều kiện cho nghiên cứu. Như Hawkins nói (trang 252) "tổng quát của tất cả các hình nón trong mặt phẳng được xác định bằng P5 (C)". Nhóm dự án của nó sau đó là nhóm cho phép hình nón. Giới thiệu về Segre, Hawkins viết
"ngay sau khi ông đảm nhận vai trò hình học xạ ảnh tại Turin vào năm 1888, ông quyết định sẽ tạo ra bản dịch tiếng Ý của  Chương trình Erlangen  bởi vì ông cảm thấy nội dụng của nó chưa được giới trẻ biết đến nhiều.... Segre đã thuyết phục những sinh viên ở Turin, nhưng ông chỉ thuyết phục được Gino Fano, và đã dịch Annali di Mathematische được xuất bản vào năm 1890. Bản dịch của Fano trở thành bản dịch đầu tiên của nhiều bản dịch  Chương trình Erlangen . "

Cuốn sách Geometrie der Lage (1847) của nhà toán học người Đức Karl Georg Christian von Staudt đã truyền cảm hứng cho Segre một dự án khác. Ông đã khuyến khích Mario Pieri để làm bản dịch, Geometria di Posizione (1889), trong khi Segre soạn một bản phác thảo tiểu sử của von Staudt đã được đưa vào ấn phẩm
Segre cũng mở rộng hình học đại số bằng cách xem xét các multicomplex numbers, đặc biệt là bicomplex numbers. Sự đóng góp của ông vào năm 1892 vào Mathematische Annalen đã cho thấy ông mở rộng công trình nghiên cứu của William Rowan Hamilton và William Kingdon Clifford về song quaternion. Nhưng Segre đã không biết nghiên cứu trước đây về tessarines đã dự đoán số lượng bicomplex của mình
Trong tiếng Anh, tác phẩm nổi tiếng nhất của Segre là một bài luận đầy cảm hứng dành cho sinh viên Ý, được dịch bởi J.W. Young vào năm 1904. Nó cung cấp hướng dẫn và khuyến khích cho những người trẻ tuổi học toán học.
Trong một bài báo tưởng niệm năm 1926, H.F. Baker gọi Segre là "cha đẻ" của trường đại học Ý về hình học đại số.
Năm 1912, bài báo "Higher-dimensional Space" (Mehr-dimensional Raume) cho Enzyklopädie der mathematischen Wissenschaften kéo dài 200 trang Trong sự ngưỡng mộ, Baker (1926) đã viết và Coolidge (1927) nhắc lại
Để có đầy đủ chi tiết, bề rộng, và sự công nhận rộng rãi về công việc của một loạt các nhà văn khác, điều này phải tồn tại trong nhiều năm một tượng đài về tính toàn diện của con người.